# Patricia Smart
Pour les articles homonymes, voir Smart.
 (février 2024).
La mise en forme du texte ne suit pas les recommandations de Wikipédia : il faut le « wikifier ».
Les points d'amélioration suivants sont les cas les plus fréquents :
- Les titres sont pré-formatés par le logiciel. Ils ne sont ni en capitales, ni en gras.
- Le texte ne doit pas être écrit en capitales (les noms de famille non plus), ni en gras, ni en italique, ni en « petit »…
- Le gras n'est utilisé que pour surligner le titre de l'article dans l'introduction, une seule fois.
- L'italique est rarement utilisé : mots en langue étrangère, titres d'œuvres, noms de bateaux, etc.
- Les citations ne sont pas en italique mais en corps de texte normal. Elles sont entourées par des guillemets français : « et ».
- Les listes à puces sont à éviter, des paragraphes rédigés étant largement préférés. Les tableaux sont à réserver à la présentation de données structurées (résultats, etc.).
- Les appels de note de bas de page (petits chiffres en exposant, introduits par l'outil «  Source ») sont à placer entre la fin de phrase et le point final[comme ça].
- Les liens internes (vers d'autres articles de Wikipédia) sont à choisir avec parcimonie. Créez des liens vers des articles approfondissant le sujet. Les termes génériques sans rapport avec le sujet sont à éviter, ainsi que les répétitions de liens vers un même terme.
- Les liens externes sont à placer uniquement dans une section « Liens externes », à la fin de l'article. Ces liens sont à choisir avec parcimonie suivant les règles définies. Si un lien sert de source à l'article, son insertion dans le texte est à faire par les notes de bas de page.
- La présentation des références doit suivre les conventions bibliographiques. Il est recommandé d'utiliser les modèles {{Ouvrage}}, {{Chapitre}}, {{Article}}, {{Lien web}} et/ou {{Bibliographie}}. Le mode d'édition visuel peut mettre en forme automatiquement les références.
- Insérer une infobox (cadre d'informations à droite) n'est pas obligatoire pour parachever la mise en page.

Pour une aide détaillée, merci de consulter Aide:Wikification.
Si vous pensez que ces points ont été résolus, vous pouvez retirer ce bandeau et améliorer la mise en forme d'un autre article.
Patricia Smart (1940-2024) est une écrivaine et professeure canadienne qui écrit sur la culture et la littérature québécoises d'un point de vue féministe.

## Biographie
Patricia Smart est professeure émérite à l'Université Carleton,. Elle a obtenu un B.A. de l'Université de Toronto, une M.A. de l'Université Laval et un Ph.D. de l'Université Queen's.
Son livre Écrire dans la maison du père, l'émergence du féminin dans la tradition littéraire du Québec a remporté le Prix du Gouverneur général : études et essais de langue française en 1988.

## Prix et nominations
- 2016 - Prix du livre d'Ottawa, pour De Marie de l'Incarnation à Nelly Arcand[5]
- 2004 - Ordre du Canada[1]
- 1988 - Prix littéraire du Gouverneur général du Canada, études et essais, pour Écrire dans la maison du père, l'émergence du féminin dans la tradition littéraire du Québec.[4]

## Œuvres
- Claire Martin, Dans un gant de fer (critical edition by Patricia Smart), Les Presses de l’Université de Montréal (Collection «Bibliothèque du Nouveau Monde»), 2005.
- Les Femmes du Refus global, Éditions du Boréal, 1998
- Refus global: genèse et métamorphoses d’un mythe fondateur, Les Grandes Conférences Desjardins, McGill University, 1998.
- Seven Women Who Dared To Be Different: The Women Artists of Quebec’s Automatist Movement, Florence Bird Annual Lecture in Women’s Studies, Carleton University, 1997.
- Writing in the Father’s House: the Emergence of the Feminine in the Quebec Literary Tradition (translation by the author),University of Toronto Press, 1991 (Gabrielle Roy Award).
- Écrire dans la maison du Père:  l’émergence du féminin dans la tradition littéraire du Québec. Montréal, Editions Québec/Amérique (Collection “Littérature d’Amérique”), 1988
- Hubert Aquin, agent double:  La dialectique de l’art et du pays dans “Prochain Episode” et “Trou de mémoire”, Montreal, Les Presses de l’Université de Montréal (Collection “Lignes québécoises”), 1973.
- Language, Culture and Values in Canada at the Dawn of the Twenty-First Century (A. Lapierre, P. Smart & P. Savard, eds.), International Council of Canadian Studies and Carleton University Press, 1996.
- The Diary of André Laurendeau (edited, translated and with an introduction by P. Smart).  James Lorimer & Co., 1991

## Sources
- VIAF
- ISNI
- BnF (données)
- IdRef
- LCCN
- GND
- CiNii
- Pays-Bas
- Israël
- Canada
- Norvège
- Portugal
- WorldCat

1. 1 2  (en) « Mlle. Patricia Smart », sur La gouverneure générale du Canada (consulté le 15 février 2024)
2. 1 2  (en-US) « Patricia Smart », sur carleton.ca (consulté le 13 février 2024)
3. ↑  « 75e anniversaire de Refus global : Entrevue avec Patricia Smart », sur ici.radio-canada.ca (consulté le 13 février 2024)
4. 1 2  « Livres gagnants et finalistes précédents », sur Prix littéraires du Gouverneur général (consulté le 13 février 2024)
5. ↑  Cultural and Facility Services Recreation, « Prix du livre d’Ottawa », sur ottawa.ca, 17 octobre 2023 (consulté le 13 février 2024)